# Henize 2-47 (Hen2-47)
Henize 2-47 — молодая планетарная туманность, которая находится примерно в 6600 световых годах от Земли в южном созвездии Киля.
Henize 2-47 содержит шесть лепестков газа и пыли, которые предполагают, что центральная звезда туманности выбросила вещество по меньшей мере три раза в трех разных направлениях. Во время каждого выброса звезда выпускала пару узких газовых струй, направленных в противоположных направлениях, в конечном итоге придавая туманности форму, которую она имеет в настоящее время.